# Prowincja Nadmorska (Gwinea Równikowa)
Prowincja Nadmorska (nazwa oryginalna: Litoral) – jedna z ośmiu prowincji Gwinei Równikowej. Stolicą prowincji jest Bata. W 2015 roku prowincja liczyła 366 130 mieszkańców. Zajmuje powierzchnię 6665 km².

## Demografia
W spisie ludności z 19 lipca 2015 roku populacja prowincji liczyła 366 130 mieszkańców.
|  |

Źródło: Statoids

## Podział na dystrykty
Prowincja Nadmorska podzielona jest na siedem dystryktów: Bitica, Bata, Corisco, Cogo, Machinda, Mbini i Rio Campo.
| Dystrykt  | Populacja (w 2001 roku) |
| --------- | ----------------------- |
| Bitica    | 8 291                   |
| Bata      | 230 282                 |
| Cogo      | 23 121                  |
| Corisco   | 2 443                   |
| Machinda  | 9 387                   |
| Mbini     | 20 295                  |
| Rio Campo | 4 595                   |

Źródło: Statoids